# Ekspres Lviv
L'Ekspres Lviv en ukrainien Експрес Львів est un club de hockey sur glace de Lviv en Ukraine. Il évolue dans la Vyschchiy Dyvision, le premier échelon ukrainien.

## Historique
Le club est créé en 2008 à la suite de l'association entre deux clubs de la ville, le HC Lviv et le VIM-Berkut Lviv.

## Palmarès
- Aucun titre.